# Iron Gate (Virginia)
Iron Gate es una localidad del condado de Alleghany, Virginia, Estados Unidos. Según el censo de 2000 tenía una población de 404 habitantes y una densidad de población de 445.7 hab/km².

## Demografía
Según el censo de 2000, había 404 personas, 185 hogares y 121 familias residiendo en la localidad. La densidad de población era de 445,7 hab./km². Había 197 viviendas con una densidad media de 217,3 viviendas/km². El 94,55% de los habitantes eran blancos, el 5,20% afroamericanos y el 0,25% pertenecía a dos o más razas.
Según el censo, de los 185 hogares en el 17,3% había menores de 18 años, el 54,6% pertenecía a parejas casadas, el 7,6% tenía a una mujer como cabeza de familia y el 34,1% no eran familias. El 31,9% de los hogares estaba compuesto por un único individuo y el 17,8% pertenecía a alguien mayor de 65 años viviendo solo. El tamaño promedio de los hogares era de 2,18 personas y el de las familias de 2,73.
La población estaba distribuida en un 16,6% de habitantes menores de 18 años, un 8,2% entre 18 y 24 años, un 24,0% de 25 a 44, un 27,5% de 45 a 64 y un 23,8% de 65 años o mayores. La media de edad era 46 años. Por cada 100 mujeres había 96,1 hombres. Por cada 100 mujeres de 18 años o más, había 94,8 hombres.
Los ingresos medios por hogar en la localidad eran de 26.094 dólares ($) y los ingresos medios por familia eran 34.464 $. Los hombres tenían unos ingresos medios de 27.222 $ frente a los 17.500 $ para las mujeres. La renta per cápita para la ciudad era de 16.703 $. El 9,9% de la población y el 7,4% de las familias estaban por debajo del umbral de pobreza. El 8,8% de los menores de 18 años y el 13,7% de los habitantes de 65 años o más vivían por debajo del umbral de pobreza.

## Geografía
Según la Oficina del Censo de los Estados Unidos, la localidad tiene un área total de 0,9 km², todos ellos correspondientes a tierra firme.